# داء العوساء
داء العوساء (بالإنجليزية: Diphyllobothriasis)‏ هو داء تسببه العوساء و ينتشر المرض في أوروبا والجمهوريات المستقلة حديثا عن الاتحاد السوفيتي ، أمريكا الشمالية ، آسيا ، أوغندا وبيرو ، تشيلي وبشكل استثنائي في اليابان.

## تشخيص المرض
- تحديد البيوض المجهرية في البراز

## العلاج
العلاج المفضّل لعدوى الدود المسطّح أو العوساء هو حقن حمض الدياتريزويك في الإثني عشر مما يسبب فصل الدود وخروجه.